# Lamponina
Genre
Lamponina est un genre d'araignées aranéomorphes de la famille des Lamponidae.

## Distribution
Les espèces de ce genre sont endémiques d'Australie.

## Liste des espèces
Selon World Spider Catalog (version 17.5, 25/10/2016) :
- Lamponina asperrima (Hickman, 1950)
- Lamponina elongata Platnick, 2000
- Lamponina isa Platnick, 2000
- Lamponina kakadu Platnick, 2000
- Lamponina loftia Platnick, 2000
- Lamponina scutata (Strand, 1913)

## Publication originale
- Strand, 1913 : Über einige australische Spinnen des Senckenbergischen Museums. Zoologische Jahrbücher. Abteilung für Systematik, Geographie und Biologie der Tiere, vol. 35, p. 599-624 (texte intégral).